# Malissard
Malissard este o comună în departamentul Drôme din sud-estul Franței. În 2009 avea o populație de 3.202 de locuitori.

## Evoluția populației
| An        | 1975  | 1982  | 1990  | 1999  | 2006  | 2009  |
| --------- | ----- | ----- | ----- | ----- | ----- | ----- |
| Populație | 1.534 | 2.011 | 2.552 | 2.903 | 3.121 | 3.202 |